# 博特明根城堡

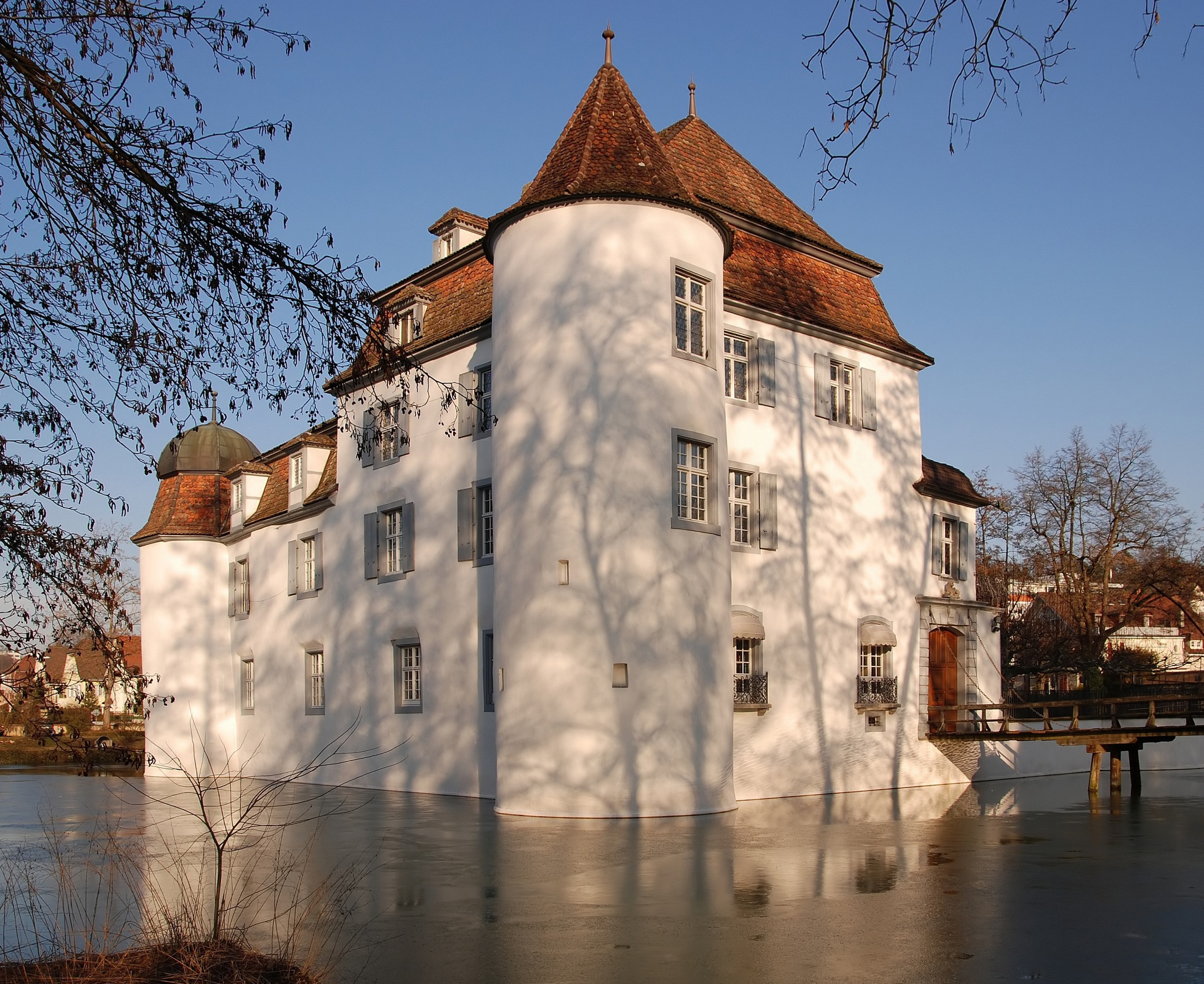
博特明根城堡

博特明根城堡（德語：Schloss Bottmingen）是位于瑞士巴塞尔乡村州博特明根镇的一座的中世纪城堡。已列入瑞士国家重要文化财产名录。
博特明根城堡始建于13世纪，是瑞士境内为数不多的四面环水的城堡。现在，城堡作为一座饭店开放，承办婚宴、庆典等大型活动。